# 레리 하벨로프
레리 가브렐로비치 하벨로프(러시아어: Ле́ри Габре́лович Хабе́лов, 조지아어: ლერი გაბრიელის ძე ხაბელოვი 레리 가브리엘리스 제 하벨로비, 1964년 7월 5일~)는 소련과 러시아의 레슬링 선수, 조지아의 정치인이다. 1988년 하계 올림픽에서 자유형 헤비급 은메달, 1992년 하계 올림픽에서 자유형 헤비급 금메달을 획득했다. 소련과 러시아 국가대표 선수로 활약한 후 은퇴 후 조지아 국적을 취득하여 체육행정가와 정치인으로 활동했다.